# فيليسي مينوتي
فيليسي مينوتي (بالإيطالية: Felice Minotti)‏ هو مخرج وممثل إيطالي (وحمل سابقاً جنسية مملكة إيطاليا)، ولد في 19 نوفمبر 1887 في ميلانو في إيطاليا، وتوفي في 21 مارس 1963 في تورينو في إيطاليا.

## وصلات خارجية
- فيليسي مينوتي على موقع IMDb (الإنجليزية)
- فيليسي مينوتي على موقع قاعدة بيانات الأفلام السويدية (السويدية)
- فيليسي مينوتي على موقع قاعدة بيانات الفيلم (الإنجليزية)
- فيليسي مينوتي على موقع كينوبويسك (الروسية)